# Carl Adam Kaltenbrunner

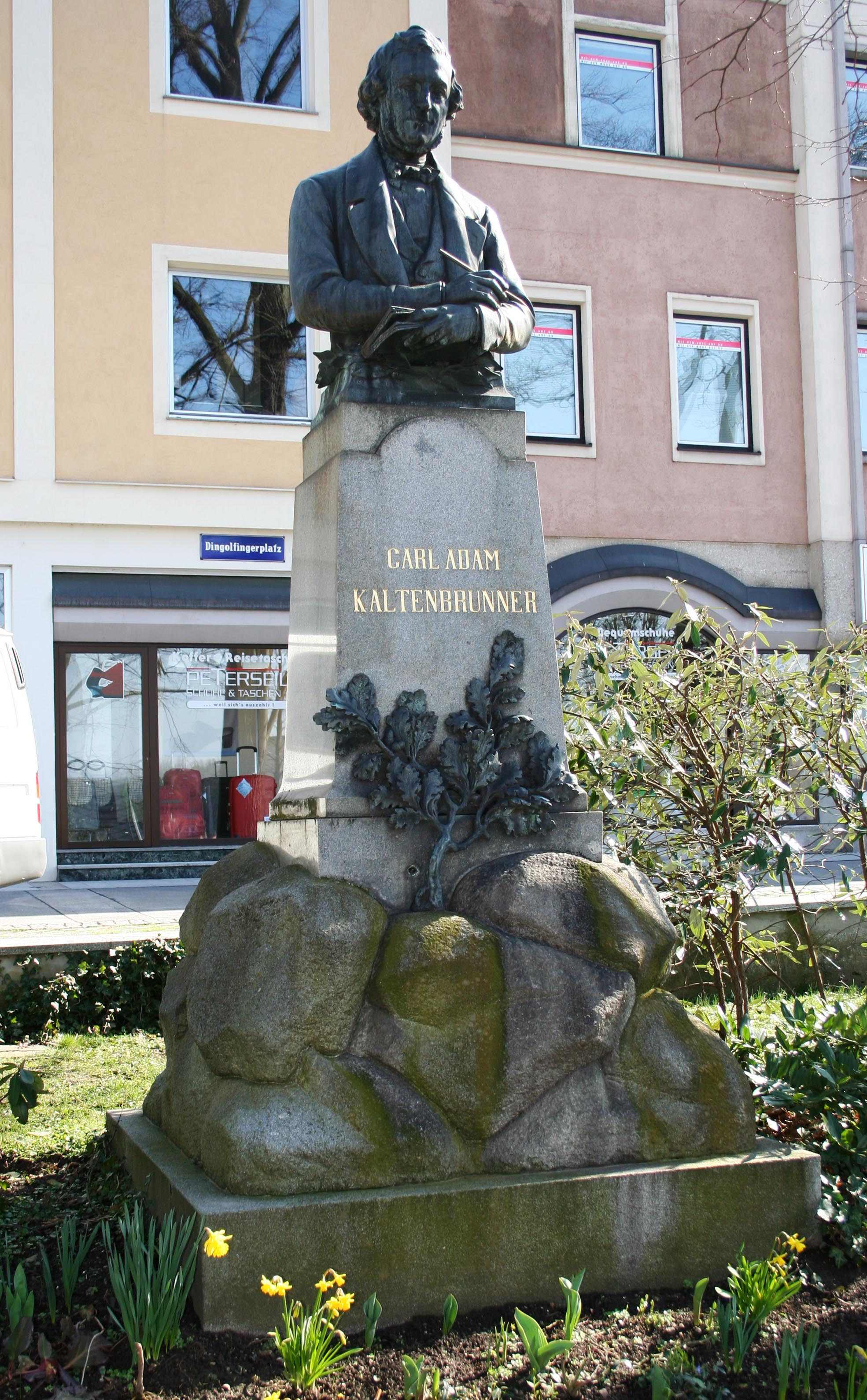
Emlékműve Ennsben

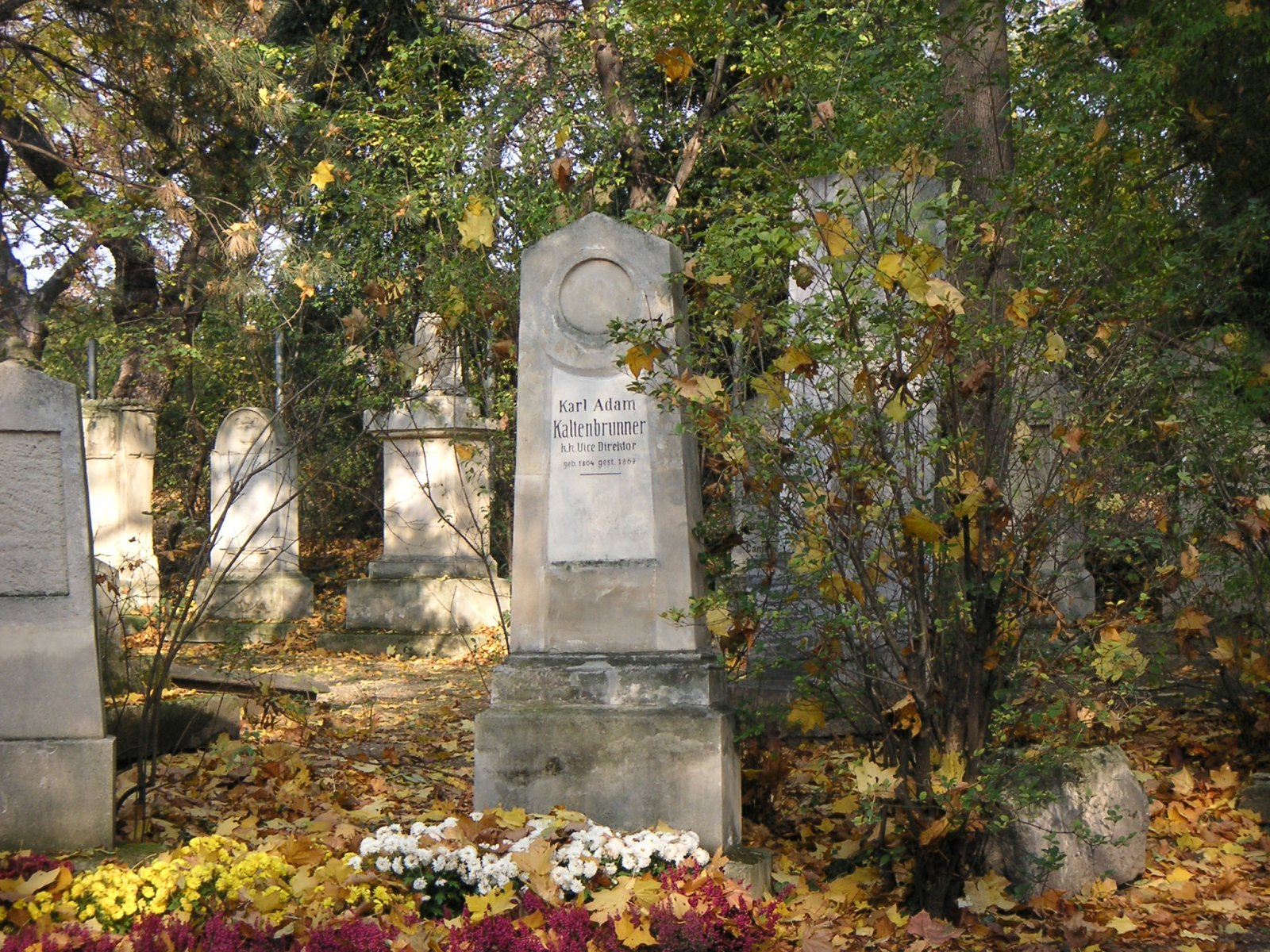
Síremléke a bécsi Waldmüllerparkban

Carl Adam Kaltenbrunner (Enns, 1804. december 30. – Bécs, 1867. január 6.) felső-ausztriai költő, író és nyelvész.

## Élete
Előbb az állami banknál hivatalnokoskodott, azután az államnyomda aligazgatója lett. Ennél az intézménynél huszonöt évig dolgozott. Bécsben gyakori vendége volt irodalmi és művészeti köröknek (pl. „Die grüne Insel”, „Aurora”, „Eintracht”, „Hesperus”) itt kötött barátságot olyan neves személyiségekkel, mint Franz Grillparzer, Adalbert Stifter, Nikolaus Lenau, Ernst von Feuchtersleben, vagy Eduard von Bauernfeld. Költeményeit felső-ausztriai dialektusban írta.

## Művei
- Vaterändische Dichtungen (Bécs, 1835)
- Lyrische und epische Dichtungen (uo. 1836)
- Obderennisische Lieder (Linz, 1845)
- Ulrike (színmű, 1845-ben adták elő)
- Alm und Zither (Bécs, 1846)
- Oesterr. Feldlerchen (Nürnberg, 1857)
- Die drei Tannen (népszínmű, 1862)
- Aus dem Traungau (Bécs, 1863)